# Ballistisk robot

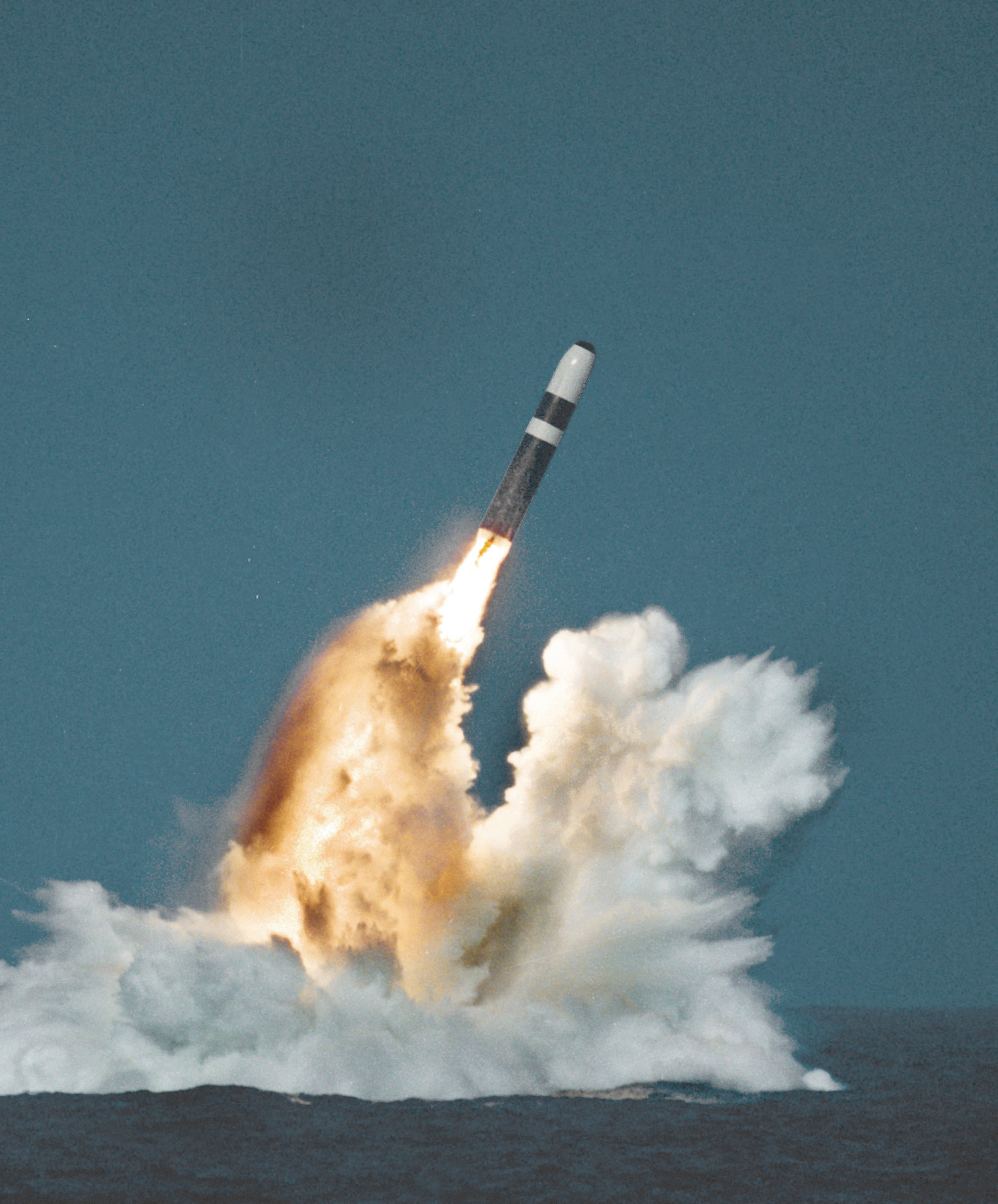
En amerikansk Trident II-robot avfyras från en ubåt i undervattensläge.

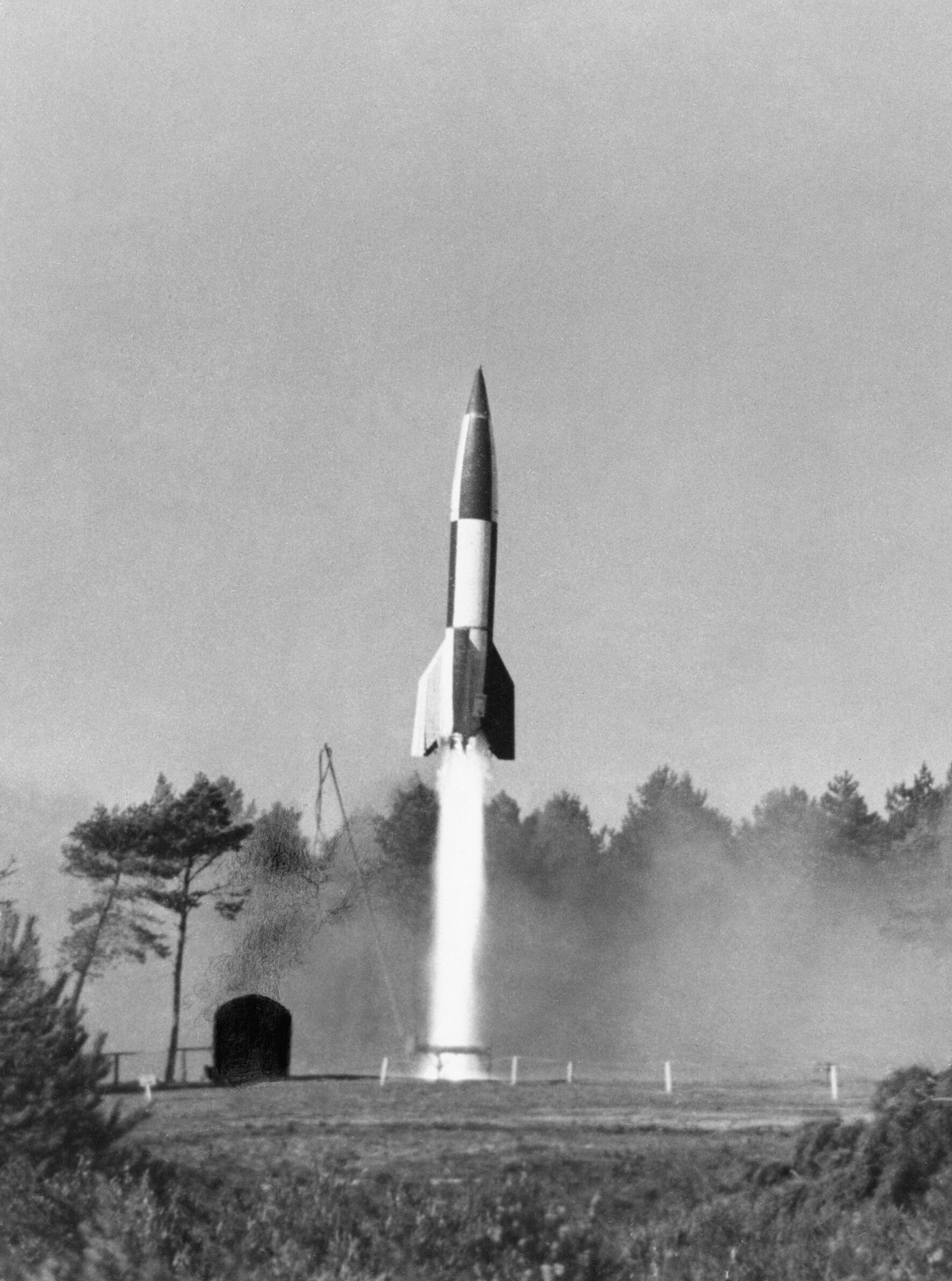
En tysk A4, även känd som V-2

En ballistisk robot eller kulbanerobot är en typ av robot som bara är styrd under avfyrningsfasen, när bränslet brinner. Därefter följer den en kastbana enligt ballistikens lagar, till skillnad från kryssningsroboten som kan styras under en stor del av färden.
Den första ballistiska roboten var den tyska V-2 som uppfanns under andra världskriget.

## Typer

### Taktisk ballistisk robot (BRBM)
Räckvidd under 300 km.
Exempel: MGM-52 Lance, MGM-140 ATACMS, R-11 Zemlya, OTR-21 Tochka.

### Kortdistansrobot (SRBM)
Räckvidd 300–1 000 km.
Exempel: V-2, Hadès, TR-1 Temp, 9K720 Iskander, MGM-31 Pershing.

### Medeldistansrobot (MRBM/IRBM)
Räckvidd 1 000–5 000 km.
Exempel: R-12 Dvina, RSD-10 Pioneer, PGM-17 Thor, PGM-19 Jupiter.

### Interkontinental ballistisk robot (ICBM)
Räckvidd över 5 000 km.
Exempel: LGM-25C Titan II, LGM-30 Minuteman, R-7 Semjorka, R-36M Vojevoda, RT-2PM2 Topol-M.

### Ubåtsbaserad ballistisk robot (SLBM)
Kan avfyras från ubåt i undervattensläge.
Exempel: UGM-73 Poseidon, UGM-133 Trident II, R-29RM Sjtil, R-30 Bulava